# Parafia św. Józefa Robotnika w Opolu-Wrzoskach
Parafia św. Józefa Robotnika – rzymskokatolicka parafia położona przy ulicy Wrocławskiej 61 we Opolu-Wrzoskach. Parafia należy do dekanatu Opole-Szczepanowice w diecezji opolskiej.

## Historia parafii
W wyniku dekretu biskupa opolskiego Alfonsa Nossola parafia we Wrzoskach została wyodrębniona 27 sierpnia 1988 roku z parafii Świętych Apostołów Piotra i Pawła w Chróścinie w Chróścinie Opolskiej. Kościół parafialny został wybudowany w latach 1982-1988.
Proboszczem parafii jest ks. Hubert Łysy.

## Zasięg parafii
Parafię zamieszkuje 550 osób, zasięgiem duszpasterskim obejmuje ona miejscowości:
- Wrzoski[3]

### Szkoły i przedszkola
- Publiczne Przedszkole we Wrzoskach[2]

## Duszpasterze

### Proboszczowie parafii
- ks. Bogdan Ferdek (1988-1994),
- ks. Hubert Łysy (1994-nadal)[4]

## Grupy parafialne
- Ministranci,
- Róże różańcowe,
- Caritas,
- Schola liturgiczna,
- Orkiestra dęta,
- Szafarze Komunii Świętej[3].